# Deschampsia argentea
Deschampsia argentea é uma espécie de planta com flor pertencente à família Poaceae. 
A autoridade científica da espécie é (Lowe) Lowe, tendo sido publicada em Transactions of the Cambridge Philosophical Society 6: 529. 1838.

## Portugal
Trata-se de uma espécie presente no território português, nomeadamente no Arquipélago da Madeira.
Em termos de naturalidade é endémica da região atrás referida.

## Protecção
Não se encontra protegida por legislação portuguesa ou da Comunidade Europeia.